# Distrito de Altkirch
El distrito de Altkirch es un distrito (en francés arrondissement) de Francia, que se localiza en el departamento de Alto Rin (en francés Haut-Rhin), de la región de Alsacia. Hasta marzo de 2015 contaba con 4 cantones y 111 comunas; posteriormente pasaría a contar con dos cantones (uno de ellos compartido con el distrito de Thann-Guebwiller) y 112 comunas.

## División territorial

### Cantones
Hasta 2015:
Los cantones del distrito de Altkirch hasta marzo de 2015 eran:
1. Cantón de Altkirch
2. Cantón de Dannemarie
3. Cantón de Ferrette
4. Cantón de Hirsingue

Actualmente:
1. Cantón de Altkirch
2. Cantón de Masevaux (Que abarca parte de los distritos de Altkirch y Thann-Guebwiller)

## Redistribución departamental
El 29 de diciembre de 2014, el gobierno francés decidió en su decreto ministerial n.º 2014-1720 suprimir los distritos de Guebwiller y Ribeauvillé, y sumarlos a los distritos de Thann y Colmar, respectivamente, así como que la comuna de Bernwiller del cantón de Cernay dejara de pertenecer al distrito de Thann y pasara a formar parte del distrito de Altkirch, todo ello a fecha efectiva de 1 de enero de 2015.

## Redistribución cantonal
El 22 de marzo de 2015, en aplicación del Decreto n.º 2014-207 de 21 de febrero de 2014, los cantones de Alto Rin pasaron de 31 a 17, lo que hizo que en el caso del Distrito de Altkirch fueran suprimidos los cantones de: Dannemarie, cuyas comunas pasaron a formar parte del nuevo cantón de Masevaux; Ferrette, cuyas comunas pasaron a formar parte del nuevo cantón de Altkirch, e Hirsingue, cuyas comunas pasaron a formar parte: trece del nuevo cantón de Altkirch y once del nuevo cantón de Masevaux.